# Vladimir Kappel

Vladimir Kappel vintern 1919.

Vladimir Oskarovitj Kappel (ryska: Влади́мир О́скарович Ка́ппель), född 28 april 1883, död 26 januari 1920, var en rysk militär ledare inom Vita armén. Kappel deltog i stridigheterna mellan Vita armén och Röda armén under det ryska inbördeskriget 1917–1923.

## Biografi
Vladimir Kappel föddes i Sankt Petersburg i en svensk-rysk familj. Kappel deltog i första världskriget och senare även som officer under det ryska inbördeskriget som följde på den ryska revolutionen. Kappels anhängare och allierade kallades i folkmun för kappelevtsij.
Efter det att Vita arméns amiral Aleksandr Koltjak blivit tillfångatagen av bolsjevikerna i Irkutsk i januari 1920 blev Kappel och hans anhängare tvungna att retirera och ta sig söderut mot Tjita, en händelse som kom att benämnas den Stora sibiriska ismarschen. Omkring 30 000 soldater i Vita armén, samt deras familjer, ägodelar och tsarens guld, tog sig över den isbelagda Bajkalsjön i mycket kallt väder. Starka vindar blåste över sjön i temperaturer ner mot minus 40 grader Celsius vilket bidrog till att många soldater och deras familjemedlemmar frös ihjäl. Kappel själv drabbades av förfrysningsskador samt lunginflammation och dog den 26 januari 1920.
Kappel begravdes först i Tjita men kroppen flyttades senare till Harbin i Kina allteftersom den Röda armén avancerade. År 2006 flyttades Kappels kvarlevor till Irkutsk och den 13 januari 2007 begravdes de vid Donskoj kloster i Moskva.